# 库尔塞勒 (涅夫勒省)
库尔塞勒（法語：Courcelles，法語發音：[kuʁsɛl] ⓘ）是法国涅夫勒省的一个市镇，属于克拉姆西区。

## 地理
库尔塞勒（47°24'10"N, 3°24'1"E）面积9.56 平方千米，位于法国勃艮第-弗朗什-孔泰大區涅夫勒省，该省份为法国中部省份，北至约讷省，西北接卢瓦雷省，西接谢尔省，南至阿列省，东南接索恩-卢瓦尔省，东临科多尔省。
与库尔塞勒接壤的市镇（或旧市镇、城区）包括：科尔沃勒洛格约、圣皮埃尔迪蒙、瓦尔济、拉沙佩勒圣安德烈。

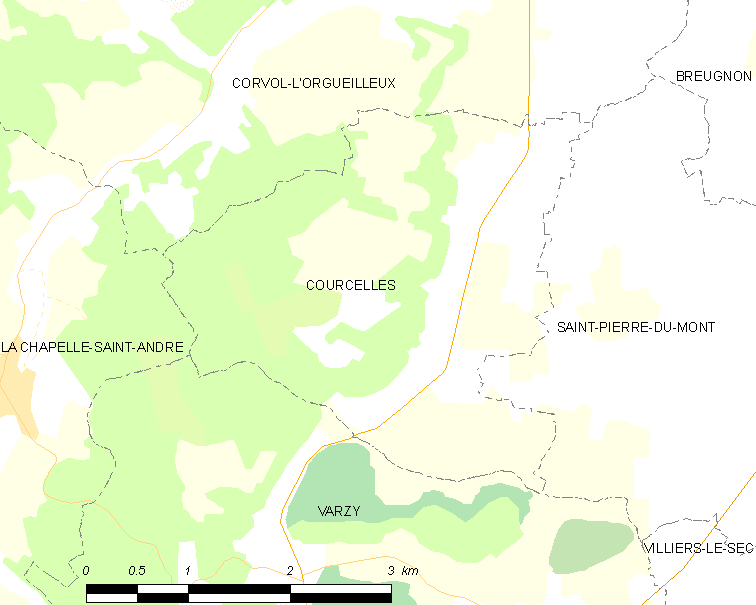
的OSM定位图

库尔塞勒的时区为UTC+01:00、UTC+02:00（夏令时）。

## 行政
库尔塞勒的邮政编码为58210，INSEE市镇编码为58090。

## 政治
库尔塞勒所属的省级选区为克拉姆西县。

## 人口

1962-2008年间人口变化图示

库尔塞勒于2022年1月1日时的人口数量为228人。